# 三菱重工業MD形台車

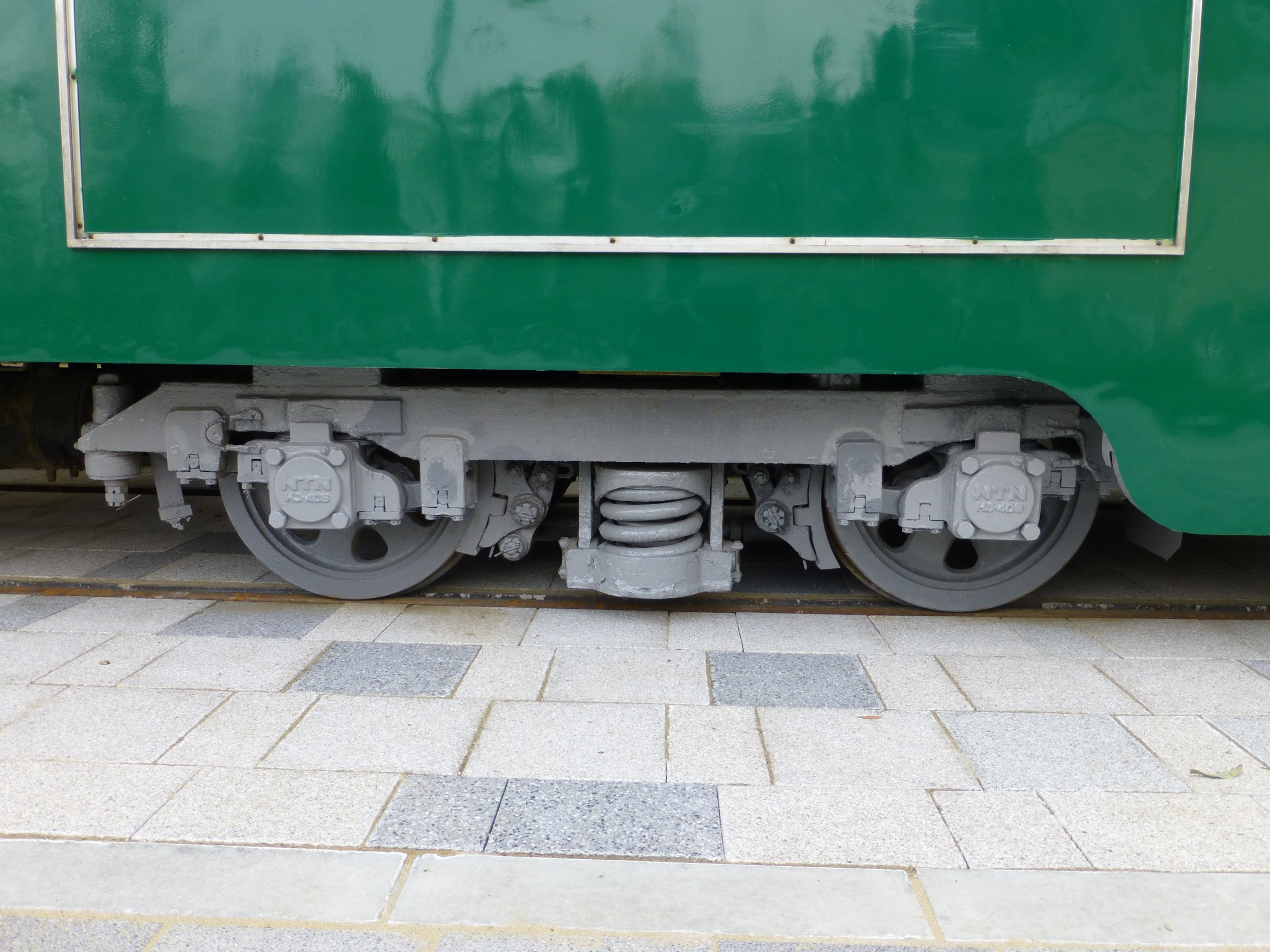
京都市電800型890号に装着されているMD201台車

三菱重工業MD形台車（みつびしじゅうこうぎょうMDがただいしゃ）は三菱重工業が開発・製作した鉄道車両用台車の総称である。
本項では1948年に試作されたMD1から1955年に製造されたMD201までを取り扱う。

## 概要
川崎車輌OK形台車などと同様、1946年に鉄道技術研究所や台車メーカー各社が参加して設立された、高速台車振動研究会の研究成果を受けて各社が開発した新型台車シリーズの一つで、名称のMDは三菱台車(Mitsubishi Daisya)に由来する。
その設計と開発には、敗戦まで三菱重工業名古屋航空機製作所において堀越二郎技師の下でA5M 九六式艦上戦闘機、A6M 零式艦上戦闘機、J2M 雷電、A7M 烈風といった帝国海軍航空隊の主力戦闘機の強度計算を担当した曾根嘉年技師(1910 - 2003)や、ロケット戦闘機であるJ8M 秋水の設計に携わった疋田徹郎技師といった、第二次世界大戦後のGHQによる航空機技術研究開発の禁止で他分野への転向を余儀なくされた航空技術者たちが参加しており、従来の鉄道車両用台車の常識に囚われない、先鋭的な設計が試みられている。

三菱重工業→中日本重工業→新三菱重工業が製作した、型番にMDを冠する台車は以下の通り。
- MD1

1948年に製作され、同年9月より約1年間にわたって国鉄サハ78199にて試用された。
- MD2

1948年に製作され、近鉄大阪線でモ2200形モ2203に装着して試用。後に改造され、MD8となった。
- MD3

国鉄クハ86007・サハ87010・サハ87012にて試用。国鉄形式TR38。
- MD4

1950年製作。国鉄マイネ40 16にて試用。
- MD5

小田急サハ1951に装着。後、サハ1751を経てイヘ911へ転用。
- MD6

京都市交通局800形806 - 815・821 - 825・856 - 860・876 - 880に装着。合計25両分が製作され、MD形として最多量産形式となった。
- MD7

京阪1700系の第1次車である1700型1701 - 1703および1750型1751 - 1753に装着。
- MD101

1955年に1両分が製作され、「平行カルダン駆動装置」とセットで、小田急デハ2200形デハ2207・デハ2211において1960年代後半まで不定期に試用。
- MD201

京都市交通局800形の最終増備車である881 - 890（1955年製）に装着。

## 構造
高速台車振動研究会での振動・蛇行動の研究を通じて得られた知見を盛り込んで設計された。
そのため、特に最初期に試作されたMD1とMD2では、前者が軸箱支持機構、後者が枕ばね部についてそれぞれ新たな着想に基づく異なった新機軸を盛り込んで設計が行われた。

### MD1
川崎車輌のOK形台車と同様、ペデスタル式の軸箱案内機構で不可分的に発生する遊間が原因で生じる輪軸の1軸蛇行動を嫌い、摺動面が無く遊間が原理的に発生しない軸箱支持機構の開発を目的とした。
そのため、中央の枕ばね寄りに支点を置いた片持ち式のスイングアームで軸箱の上下動を案内する軸梁式を採用する。
OK形台車とは異なり、中心にスナッパーと呼ばれる摩擦力による減衰装置を内蔵したコイルばねによる軸ばねを前後の軸箱よりそれぞれ外側に設置してばね下重量となる軸梁を短くし、更にその支点を、側梁中央部直下で台車枠と結合し、線路と平行に設置したトーションバーで弾性支持することで横弾性を与えている。
枕ばねは左右各2組の軌道面に対し垂直方向に作用するスナッパー入りのコイルばねを用い、枕木方向への揺動を許容する揺れ枕吊りによって揺れ枕を支持する。
ただし、側枠との支点を各1ヶ所のピンで行う通常の吊りリンクではなく、T字形の吊りリンクを用い、その上部左右に短いリンクを結合、これらのもう一端を「ハ」の字状に開いて側枠と結合・支持することにより、1m以上の長いリンクを用いた通常型揺れ枕吊りと同等の揺動周期をそれより格段に短いリンクで実現し、台車そのものの小型化を実現する、TTリンクと呼ばれる機構を採用している。

### MD2
MD1とは異なり、枕ばね機構の試験を目的に設計され、当時国鉄TR37形台車などで一般に使用されるようになり始めていた、ペデスタルの摺動により軸箱案内を行うウィングばね式の軸箱支持機構を備える。
水平・斜めコイルばねによる揺れ枕支持という非常に独創的な機構を備えるが、この機構を継承した台車は製作されず、本形式一代で終了となった。

### MD3・MD4・MD5
いずれもMD1の設計を踏襲・改良したもの。
これらは側枠をTR23形に類似の鋳鋼製ばね帽部と形鋼を組み合わせた量産に適した構造とした上で、MD1では前後の軸箱のそれぞれ外側に置かれていた軸ばねが軸箱の直上に置かれるように設計変更された。
クハ86007に装着されたMD3は、下揺れ枕中央に取り付け座を設けて枕ばねにオイルダンパを付与可能な構造とし、車輪はスポーク車輪、サハ87形が装着したMD3はオイルダンパ取り付け座無しで圧延車輪と、同型ながらそれぞれ異なった仕様となっていた。
MD4・MD5はこのMD3を小改良したものである。

### MD6
MD1系統の設計を低床の路面電車用に応用したもの。1950年設計。
軸箱支持機構はMD1以来の軸梁式+トーションバーによる横弾性支持で、揺れ枕部についてはTTリンクを活用することにより、高さ制限の厳しい低床路面電車用台車の枠内で、最大限の揺動特性を与える設計とした。
本形式は、他社製台車と比較してとかく不評を買いがちであったMD形台車としては唯一、初回ロットの15両分に留まらず以後1951年、1954年、と2年度5両分ずつ合計10両分の追加受注に成功しており、ユーザーである京都市交通局から一定の評価を得ていたことが見て取れる。

### MD7
MD1以来の高速電車用MD形台車の最終形式。基本的な設計はMD3形のそれを踏襲する。
もっとも、いかなる理由によるものか、枕ばねをコイルばね＋スナッパーではなく、重ね板ばねに変更している。

### MD101
ペデスタルの摺動によるウィングばね式の軸箱支持機構を備える。ただし、軸箱両脇のウィングばねの中心を鋼棒が上下方向に貫通し、それぞれの下端の更に下に重ね板ばねを置いてウィングボックスと結合するという、ゲルリッツ式台車の軸箱支持機構を上下反転させたような特徴的な軸箱支持機構となっている。また、枕ばねはコイルばねを左右1セットずつとしたシングル構成を採る住友金属工業FS203とは異なり、下揺れ枕を線路面ぎりぎりの低い位置に置いて背の高いコイルばねを左右2組ずつ搭載、その間にオイルダンパーを置いている。なお、装着車がHSC-D発電ブレーキ併用電磁直通ブレーキ搭載で、基礎ブレーキ装置が台車シリンダー方式のため、本形式も左右の側枠に1基ずつブレーキシリンダーを外付けしている。

### MD201
軸箱支持機構をアルストム・リンク式台車に類似の平行リンク式とし、枕ばねは2重コイルばねと防振ゴムを組み合わせたものを左右1組ずつと簡素な構造としつつ、その中心にスナッパーを内蔵することでローリング特性の改善を図っている。
台車枠は鋳鋼製部品と形鋼を組み合わせていたMD6とは異なり、全て形鋼を溶接して組み立ててあり、これは京都市交通局では初の採用例であった。

## 運用実績
これらMD形は本来高速鉄道向けを狙って開発された。
だが本形式、中でも特にMD1に始まる軸梁式のグループはその軸箱支持機構、特にトーションバーによる横弾性機構の保守が難しく、本格採用が阻まれる結果となった。そのため上記の通り生産実績の大半（35両分）は京都市交通局向け、つまり低速の路面電車用となっており、肝心の高速電車向けの本格量産は京阪電気鉄道が1700系1次車に導入したMD7の6両分のみで終わっている。しかもこのMD7は、汽車製造会社および住友金属工業がMD7と同時期に製作した、オイルダンパ併用コイルばねを枕ばねとしボルスタアンカーを装着した新型台車群と比較して乗り心地が今ひとつと評されており、1970年代後半に保守の効率化を目的として台車形式の整理が実施された際には、複雑な振り替えを経て6両分全てが廃棄されている。
また、国鉄や近畿日本鉄道、それに小田急電鉄で試用されたグループはその全てが短期間で運用を終了し、小田急が営業運転用として購入したMD5も、一時は特急車に使用されたものの長くは続かず、1959年に空気ばね台車に試験的に改造（この期間には形式をMD5Aと呼称）されて各種試験に供された後、金属ばね台車に復元の上で乗り心地も高速走行特性も共に必要のない移動変電所へ転用されている。
さらに、京都市交通局においてもMD6装着車は京阪電気鉄道でMD7が淘汰された翌年にあたる1978年9月の京都市電全廃まで残存したものの、その少なくない数が主電動機のSS50からSS60への換装などの際に廃車発生品の扶桑金属工業KS-40Jなどに台車を交換しており、また、より新しいMD201装着車はワンマン化工事の対象から外され、1970年代前半に全て廃車となっている。
このように、MD形そのものは商業的に成功を収めることもないままに開発が打ち切られ、製作された各台車も総じて短命に終わった。
しかし、直進安定性が良好な短腕式の軸梁式軸箱支持機構において、その支持腕の支点に横方向の弾性を持たせて曲線通過性能の改善を図るMD1の設計コンセプトそのものには問題はなく、新素材の実用化や解析技術の進歩が実現した1990年代に住友金属工業が開発したモノリンク台車において、このコンセプトは簡潔な機構設計で再度日の目を見ることとなった。
また、MD1で採用されたコンパクトなTTリンク機構は、新三菱重工業三原製作所がその開発に重要な役割を果たした国鉄DF50形において、特に大きな横動を許容する必要のある中間台車 (DT103) で限られた揺れ枕吊りリンク長のまま十分な揺動幅を確保する手段として大きな効果を発揮した。

## 保存
その殆どが試作レベルに留まったMD形台車であるが、最終形式であるMD201を装着した京都市交通局800形のラストナンバーである890が京都市交通局自身の手で保存車に指定され、2014年3月からは梅小路公園に開設された「市電ひろば」に静態保存・展示されている。